# 布拉塞
布拉塞（法語：[bʁa'saj]，1899年9月9日—1984年7月8日），本名久洛·豪拉斯（匈牙利語：Gyula Halász），是匈牙利和法國攝影師、雕塑家、獎章得主、作家和電影製片人，享譽整個法國20世紀。他是兩次世界大戰間在巴黎蓬勃發展的眾多匈牙利藝術家。
在21世紀初，從1940年到1984年發現了200多封信件和數百幅繪畫及其他物品，為學者們提供了解他晚年生活和職業的素材。

## 生涯
在 1920 年，布拉塞前往柏林當匈牙利報章《KeletiandNapkelet》 的記者。他在柏林的夏洛騰堡學院學習藝術(Hochschule für Bildende Künste)現今的柏林藝術大學(Universität der Künste Berlin)。他在那裏認識好幾位資深的匈牙利藝術家和作家；其中包括畫家 Lajos Tihanyi 和 Bertalan Pór，和作家 György Bölöni，他們之後都搬到巴黎成為匈牙利圈子的一員。
1924 年，布拉塞搬到巴黎居住，並且在那度過餘生。他開始透過閱讀法國小說家馬塞爾·普魯斯特(Marcel Proust)的作品來自學法文，生活在聚集年輕藝術家的蒙帕納斯區(Montparnasse)，他當起了記者，並且很快的和美國作家亨利·米勒(Henry Miller)、法國作家萊昂-保爾·法爾格(Léon-Paul Fargue)和雅克·普雷韦尔(Jacques Prévert)成為朋友。在 1920 年代後期，他和 Tihanyi 住在同家旅館。
米勒後來和布拉塞漸行漸遠。1976 年，他是這麼寫布拉塞的：「我和 Fred [Perles]試圖避開他，因為他讓我們感到無趣。」米勒補充說布拉塞在自傳中有關他的敘述都是「灌水的」， 都是謠言，與事實不符，他竊取的文件大部分是假的或是給人錯誤的形象。
Halász 的工作和對這座城市的愛，使得他每晚流連在深夜的街道上，也因此培養了攝影的興趣。剛開始布拉塞只是將所拍的照片，做為他寫文章時的配圖，以賺取更多稿費。隨著照片越拍越多，也逐漸走訪了整座城市的大街小巷，並且接受他的同事安德烈·凯尔泰斯（André Kertész）的攝影指導。透過攝影，他說：「我在雨霧中捕捉了街道和花園的美麗，也捕捉了巴黎的夜晚。」他用他的出生地作為藝名「布拉塞（Brassaï）」的靈感，意思是「來自布拉索（Brasso）」。
布拉塞透過攝影捕捉所有這座城市的精華，並在 1993 年出版他的第一本攝影集《夜之巴黎》（Paris de nuit）。他的書成功引起巨大迴響，更在亨利·米勒（HenryMiller）的一篇文章中被譽為「巴黎之眼」。布拉塞除了拍攝巴黎的平民生活，也記錄下貴族社會的風景，其中包含知識分子、芭蕾舞團和合唱團。因為曾經與一個法國家庭的交情，使得他有機會可以進入上層階級的環境蒐集素材。他也會替他許多藝術圈的朋友們拍照，包含萨尔瓦多·达利（Salvador Dalí）、巴勃羅·畢卡索（Pablo Picasso）、亨利·马蒂斯（Henri Matisse）、阿爾伯托·賈科梅蒂（Alberto Giacometti），還有當時有名的作家們，像是让·热内（Jean Genet）和亨利·米肖（Henri Michaux）等。
在 1930 年代，年輕的匈牙利藝術家們陸陸續續來到巴黎，並且大部分都加入了匈牙利圈子。1936 年，科特茲移居美國。布拉塞與許多新來的藝術家們結交，包含蒂豪尼的姪子艾德文·馬頓（Ervin Marton），他們自 1920 認識並成為朋友。馬頓在 1940 至 1950 年代，樹立起在街頭攝影界的名聲。布拉塞則繼續從事廣告業工作，也為美國的雜誌《哈潑時尚》（Harper's Bazaar）攝影。
他是拉弗攝影通訊社（Rapho agency）的創社成員之一，這是一家由夏爾·拉多（Charles Rado）在 1933 年於巴黎成立的公司。布拉塞的攝影作品使他聲名遠播，在 1948 年，他在紐約的現代藝術美術館（Museum of Modern Art，簡稱為 MoMA）舉辦個人展覽，爾後也展覽在位於紐約州羅徹斯特的喬治·伊士曼博物館，和位於伊利諾州的芝加哥藝術博物館。在 1953、1956 和 1968 年間 ，MoMA 展覽了更多布拉塞的作品。布拉塞出席了 1970 年和1972 年在法國舉行的亞爾國際攝影展（Rencontres d'Arles festival），並在 1974 年擔任特別嘉賓。